# جنگ روسیه و عثمانی (۱۷۹۲–۱۷۸۷)
جنگ روسیه و ترکیه در سال (۱۷۹۲–۱۷۸۷) شامل تلاش ناموفق امپراتوری عثمانی برای بازیابی سرزمین‌های از دست رفته به امپراتوری روسیه در جریان جنگ قبلی جنگ روسیه و عثمانی (۱۷۷۴–۱۷۶۸) بود. این جنگ همزمان با جنگ اتریش و ترکیه (۱۷۸۸-۱۷۹۱)، جنگ روسیه و سوئد (۱۷۸۸-۱۷۹۰) و جنگ تئاتر اتفاق افتاد.

## زمینه
در ماه‌های مه و ژوئن ۱۷۸۷، کاترین دوم امپراتریس روسیه با استفاده از متحد خود، یوزف دوم، امپراتور مقدس روم، یکی از روندهای پیروزمندانه را از طریق روسیه جدید و کریمه ضمیمه شده انجام داد. این وقایع، شایعات پیرامون برنامه کاترین برای یونان، و اصطکاک ناشی از شکایات متقابل نقض عهدنامه کوچوک قینارجه که جنگ قبل را پایان داده بود، افکار عمومی را در اسلامبول برانگیخت، در حالی که سفیران انگلیس و فرانسه حمایت بی قید و شرط خود را به حزب جنگ عثمانی تعهد دادند.
در سال ۱۷۶۷، عثمانی‌ها خواستند که روس‌ها کریمه را تخلیه کنند و از منابع خود در نزدیکی دریای سیاه امتناع کنند، که روسیه آن را یک کابوس می‌دید. روسیه در ۱۹ اوت ۱۷۸۷ اعلان جنگ کرد و عثمانی‌ها سفیر روسیه ،یاکوف بولداکوف را زندانی کردند. آماده‌سازی عثمانی ناکافی بود و لحظه‌ای بد انتخاب شد زیرا روسیه و پادشاهی هابسبورگ اکنون در اتحاد بودند.
امپراتوری عثمانی با حمله به دو قلعه در نزدیکی شبه جزیره کینبرن، در جنوب اوکراین، حمله تهاجمی خود را آغاز کرد. فرمانده روسی الکساندر سووروف در سپتامبر و اکتبر ۱۷۸۷ این دو حمله ناشی از دریا عثمانی را دفع کرد و به این ترتیب امنیت کریمه را تأمین کرد. در مولداوی، نیروهای روسی شهرهای عثمانی خوتین و یاش را به اشغال گرفتند. اوچاکیف، در ۶ دسامبر ۱۷۸۸ پس از محاصره شش‌ماهه به دست شاهزاده گریگوری پوتمکین و سووروف افتاد. تمام غیرنظامیان در شهرهای اسیر شده به دستور پوتمکین قتل‌عام شدند.
امپراتوری عثمانی گرچه متحمل یک سری شکست از روس‌ها شد، اما در مقابل نیروهای شورشی صرب و ارتش امپراتوری مقدس روم تحت رهبری امپراتور ژوزف دوم در صربستان و ترانسیلوانیا موفقیتی در برابر اتریشی‌ها یافت.
در سال ۱۷۸۹، امپراتوری عثمانی توسط نیروهای روسی و اتریشی در مولداوی تحت فشار قرار گرفت. برای وخیم تر شدن اوضاع، در ۱ اوت روس‌ها تحت فرماندهی سووروف پیروزی خود را علیه عثمانی‌ها به رهبری عثمان پاشا در فوسیانی بدست آوردند و همچنین در نبرد ریمنیک در ۲۲ سپتامبر به پیروزی رسید و نیروهای عثمانی را از نزدیکی رودخانه رامنیکو دور کرد. هنگامی که اتریشی‌ها، تحت ژنرال گیدون ای. فون لادون، حمله عثمانی‌ها به بوسنی را دفع کردند، عثمانی‌ها متحمل خسارات بیشتری شدند، در حالی که یک ضدحمله اتریشی بلگراد را به دست گرفت.
شورش یونان، که بیشتر تلاش جنگی عثمانی را خدشه‌دار کرد، باعث ایجاد آتش‌بس بین امپراتوری عثمانی و اتریش شد. در همین حال، روس‌ها پیشروی خود را ادامه دادند که سووروف در دسامبر ۱۷۹۰ قلعه عثمانی «غیرقابل نفوذ» ایزمائیل را در ورودی دانوب تسخیر کرد. شکست نهایی عثمانی در نبرد ماچین (۹ ژوئیه ۱۷۹۱)، همراه با نگرانی‌های روسیه دربارهٔ ورود پادشاهی پروس به جنگ، منجر به آتش‌بس توافق شده در ۳۱ ژوئیه ۱۷۹۱ شد. سووروف پس از تسخیر قلعه، به قسطنطنیه (استانبول امروزی) لشکر کشید، جایی که روسها امیدوار بودند که بتوانند سلطنت خود را مستقر کنند. با این حال، همان‌طور که پروفسور تیموتی. داولینگ اظهار می‌دارد، کشتارهایی که در دوره بعد انجام شده‌اند، تا حدودی شهرت سووروف را در نگاه بسیاری تخریب کرد، و در آن زمان ادعاهایی وجود داشت که وی در محاصره اوچاکوف مست بود. شایعات مداوم در مورد اقدامات وی گسترش یافته و منتشر شد و در سال ۱۷۹۱ وی به فنلاند منتقل شد.

## عواقب بعدی
بر این اساس، پیمان یاش در ۹ ژانویه ۱۷۹۲به امضاء رسید، و به رسمیت شناختن الحاق سال ۱۷۸۳روسیه از خانات کریمه. یدیسان (اودسا و اوچاکوف) نیز به روسیه واگذار شد، و دنیستر به عنوان مرز روسیه در اروپا شناخته شد، در حالی که مرز آسیایی روسی - رودخانه کوبان - بدون تغییر باقی مانده‌است. هدف جنگ عثمانی برای پس گرفتن کریمه شکست خورده بود، و اگر نه برای انقلاب فرانسه، اوضاع امپراتوری عثمانی می‌توانست بسیار بدتر باشد.